# كيمياء النانو
كيمياء النانو (بالإنجليزية: Nanochemistry)‏ هو علم جديد يهتم بالخصائص الفريدة المرتبطة بتجمعات الذرات أو الجزيئات على نطاق فردي وجماعي للذرات أو الجزيئات. وبهذا المستوى فإن تأثيرات الكم قد يكون لها أثر وأهمية كبيرة، أيضاً يصبح تنفيذ الطرق المبتكرة للتفاعلات الكيميائية ممكناً.
وهو علم الأدوات، التقنيات، ومنهجيات التصنيع «التحضير» الكيميائي، التحليل الكيميائي، والتشخيص الكيميائي الحيوي، والتي تُعمل على مستوى النانولتر إلى الفيمتولتر.
تستخدم كيمياء النانو الكيمياء التحضيرية (التصنيعية) لتكوين اللبنات النانومترية النطاق بحسب الرغبة من حيث الشكل، الحجم، تكوين وتركيب السطح، الشحنة والوظيفة وذلك مع هدف اختياري للسيطرة على التجميع الذاتي من هذه اللبنات في مختلف أطوال النطاق.
كيمياء النانو تستخدم أشباه الموصلات التي توصل الكهرباء بصورة خاصة بها لتفي بالغرض. كما أن أشباه الموصلات هي أصغر بكثير من أشباه الموصلات العادية للقيام بالعمليات على مستوى النانو.